# Eosentomon thamnooni
Eosentomon thamnooni är en urinsektsart som beskrevs av Imadaté 1965. Eosentomon thamnooni ingår i släktet Eosentomon och familjen trakétrevfotingar. Inga underarter finns listade i Catalogue of Life.